# Верчагин, Валерий Иванович
Валерий Иванович Верчагин (27 февраля 1947, Восе, ТаССР, СССР — 11 января 2021, Москва, Россия) — советский и киргизский руководитель органов государственной безопасности. Первый заместитель министра национальной безопасности Киргизской Республики (1991—1996), заместитель председателя Госкомитета национальной безопасности Кыргызстана (1996—2001), генерал-полковник.

## Биография
Родился 27 февраля 1947 года в поселке Восе Таджикской ССР.
Окончил Фрунзенский политехнический институт (1970).
С марта 1972 года служил в органах государственной безопасности. Учился на курсах оперативного и руководящего состава КГБ СССР в Ташкенте и Киеве. В 1983 году окончил Краснознаменного института им. Ю. В. Андропова КГБ СССР.
В 1980-е годы участвовал в оказании интернациональной помощи Республике Афганистан.
С сентября 1991 года — заместитель председателя Госкомитета национальной безопасности Кыргызстана. После преобразования Госкомитета в министерство, с марта 1996 года первый заместитель министра национальной безопасности Кыргызской Республики, врио Министра национальной безопасности Киргизской Республики, первый заместитель министра — начальник Главного управления пограничной службы Министерства национальной безопасности Киргизской Республики.
В 1999 году за умелое руководство операцией по ликвидации банд международных террористов и проявленные при этом личное мужество и героизм указом Президента Киргизской Республики награждён орденом «Манас».
С 17 января 2001 года — первый заместитель председателя Службы национальной безопасности Киргизской Республики.
Летом 2001 года, решением глав правительств государств — участников СНГ назначен заместителем руководителя Антитеррористического центра СНГ.
Награждён орденом «Знак Почёта» и 16 медалями.
Скоропостижно скончался в Москве 11 января 2021 года. Похоронен на Федеральном военном мемориальном кладбище.